# Паметник на Адам Мицкевич в Краков
Паметникът на Адам Мицкевич в Краков (на полски: pomnik Adama Mickiewicza w Krakowie) е един от най-известните бронзови монументи в Полша и любимо място за срещи на Главния площад в Стария град.
Статуята на Адам Мицкевич, най-великият полски поет на Романтизма, е открита на 16 юни 1898 на стогодишнината от рождението на поета, в присъствие на дъщеря му и сина му. Проектиран е от Теодор Ригер. В краката на поета се намират четири алегорични групи, символизиращи Родината. Надписът на пиедестала гласи: „На Адам Мицкевич, Народа“.

## История
Паметникът се ражда в студио на ул. Длуга, под ръководството на комитет по изкуството. Всички фигури са направени в Рим. Крайното местоположение на паметника не се решава веднага. Поне още три главни площада в други градове са разгледани. В крайна сметка кметът на града предлага структурата да бъде поставена на Главния търговски площад.
През 1940 паметникът е разрушен от нацистите след нападението на Полша (на снимката). Върнат е отново на площада след реставрация през 1955. Повечето фигури обаче са възстановени от скрап метал от Хамбург през 1946.
Самият Адам Мицкевич никога не е бил в Краков. През 1890, 35 години след смъртта му, останките му са докарани от Париж и церемониално поставени в криптата на св. Леонард, под Вавелската катедрала. Всяка година на Бъдни вечер паметникът на Адам Мицкевич е декориран с цветя от краковски цветари.